# Jonatas Cunegatto
Jonatas Cunegatto, mais conhecido como Jonatas é um futebolista brasileiro que atua como Goleiro, foi revelado no Corinthians, atualmente defende a equipe do Esportivo.

## Carreira

### Corinthians
Jonatas começou sua carreira no interior do RS, mais foi nas categorias de base do Corinthians, que Jonatas começou a se destacar, contrato pelo clube para ser o 3º goleiro com então já 20 anos teve em 2003 o seu sonho realizado, jogar uma partida oficial pela equipe do Corinthians.

### Dinamo
Jonatas mostrou confiança defendendo o gol do Corinthians por alguns jogos que chamou atenção do Dinamo Tbilisi da Geórgia e acabou sendo contratado.

### Rio Grande
Jonatas jogou a segundona gaúcha (segunda divisão do campeonato gaúcho) em 2007 pelo Sport Club Rio Grande o clube mais velho do país, sendo o destaque do time.

### Pelotas
Após alguns anos de carreira não conseguindo se firmar em grandes clubes, resolveu voltar a sua terra e tentar uma chance no Pelotas, conseguindo chegar à final do turno contra o Internacional, perdendo de virada. Com essa boa campanha, Jonatas tornou-se o segundo melhor goleiro do campeonato, perdendo para o Victor.

### Juventude
Depois da campanha pelo Pelotas, transferiu-se para o Juventude, de Caxias do Sul, estreando num amistoso contra o Flamengo. Já atuou em mais de cem jogos, tendo participado da campanha no Campeonato Brasileiro de Futebol de 2010 - Série C, que resultou no rebaixamento para a série D do campeonato brasileiro em 2011.

### Asa  de Arapiraca
No segundo semestre de 2012 o  goleiro Jonatas , foi contratado pelo ASA  de Arapiraca para a disputa da reta final do Campeonato Alagoano e da Série B do Campeonato Brasileiro.

### Pelotas
No final de 2012 acertou com Pelotas para a disputa do Campeonato Gaúcho 2013.

## Títulos
Corinthians
- Campeonato Paulista: 2003

Dinamo Tbilisi
- Campeonato Georgiano: 2003
- Copa da Geórgia: 2004

Juventude
- Campeonato do Interior Gaúcho: 2011
- Copa FGF: 2011

Próspera
- Campeonato Catarinense - Série C: 2018

Esportivo
- Campeonato do Interior: 2020